# Les Évasions célèbres
Les Évasions célèbres ou Les Grandes Évasions historiques est une série télévisée franco-italo-austro-hongroise en treize épisodes de 55 minutes et diffusée en France à partir du lundi 6 mars 1972 sur la première chaîne de l'ORTF.
Au Québec, elle est diffusée à partir du 13 juin 1972 à la Télévision de Radio-Canada.
Les épisodes sont réalisés par Jean-Pierre Decourt (5 épisodes), Marcello Baldi (2 épisodes), Christian-Jaque (2 épisodes), Tony Flaadt (1 épisode), Károly Makk (1 épisode), Tamás Rényi (1 épisode), André Soupart (1 épisode), Juan Antonio Bardem, Henri Colpi.

## Synopsis
Cette série est une anthologie d'évasions célèbres commises dans différents pays d'Europe.

## Distribution
- Georges Descrières : Le duc de Beaufort
- Corinne Marchand : Anne d'Autriche
- Gérard Hernandez : Mazarin
- Jacques Castelot : Voltaire
- Pierre Bertin : Le prince de Condé
- Robert Etcheverry : Le comte de Lavalette
- Marianne Comtell : Émilie de Lavalette
- Pierre Massimi : Bonaparte
- Michel Duchaussoy : Latude
- Jacqueline Huet : La marquise de Pompadour
- Jacques Fabbri : Léon
- Bernard Giraudeau : Attale
- Michel Vitold : Théodoric
- Jacques Balutin : Alberic
- Henri Virlojeux : Grégoire
- Roger Carel : Morin
- Geneviève Fontanel : Mme de la Pivardière
- Robert Party : Glückner
- Ugo Pagliai : Casanova

## Épisodes
Épisodes :
1. L'Évasion du duc de Beaufort (L'evasione del Duca di Beaufort)
2. Le comte de Lavalette (Il conte di Lavalette)
3. Latude ou l'entêtement de vivre (Un errore di gioventù), réalisation Jean-Pierre Decourt
4. L'esclave gaulois (Lo schiavo gallico)
5. Le Joueur d'échecs (Il giocatore di scacchi)
6. L'Étrange trépas de Monsieur de la Pivardière (en) (La doppia vita del Signor de la Pivardière)
7. L'Évasion de Casanova (L'evasione di Casanova)
8. Benvenuto Cellini (Benvenuto Cellini)
9. L'Enquête de l'inspecteur Lamb (L'inchiesta dell'ispettore Lamb)
10. Le Colonel Jenatsch (Jürg Jenatsch, l'eroe dei Grigioni)
11. Le Prince Rakoczi (Il Principe Rakoczi)
12. Le Condottiere Bartolomeo Colleoni (Il condottiero Bartolomeo Colleoni)
13. Jacqueline de Bavière (Jacqueline di Baviera)

## Produits dérivés

### DVD
Les Évasions Célèbres bénéficient à partir du 30 mars 2010 d'une édition de 2 coffrets de 3 DVD (BOX 1 et BOX 2) par la société Yamato Vidéo (Le Evasioni Celebri - Langues : Italien + Français sous-titré en italien).
Les Évasions Célèbres bénéficient également à partir du 11 juin 2014 d'une édition d'un coffret de 4 DVD par la société Elephant Films.